# المدرسة العليا للعلوم والتقنيات بتونس
المدرسة العليا للعلوم والتقنيات بتونس هو معهد تعليم عالي يقع في مدينة مدينة تونس التونسية. وتتبع المدرسة إدارياً جامعة تونس منذ تأسيسها سنة 1994.

## الاختصاصات
توجد بالمعهد العديد من الاختصاصات:
- التنشيط
- الوساطة وتقنيات التنشيط الثقافي

## وصلات خارجية
- الموقع الرسمي للمدرسة العليا للعلوم والتقنيات بتونس